# Campionati europei juniores di scherma 2009
I Campionati europei juniores di scherma del 2009 (2009 European Juniors Fencing Championships) sono stati organizzati dalla Confederazione europea di scherma e si sono svolti a Odense, in Danimarca, dal 1º al 6 novembre 2009.
Nel fioretto, si sono aggiudicati il titolo di campione europeo gli italiani Daniele Garozzo, che ha battuto in finale il tedesco André Sanità, e Beatrice Monaco che ha avuto la meglio sulla connazionale Olga Rachele Calissi.
Nella spada il ceco Michal Čupr ha battuto in finale l'ucraino Jevhenyj Makijenko, mentre tra le donne l'italiana Rossella Fiamingo ha superato la russa Evgenija Serëgina.
Nella sciabola il magiaro Áron Szilágyi ha prevalso sul tedesco Richard Hübers, mentre l'italiana Rossella Gregorio ha battuto la rumena Mihaela Bulica.
Nei campionati europei juniores a squadre maschili, la nazionale italiana ha prevalso nella finale del fioretto contro la Russia, mentre la nazionale magiara ha vinto nella spada contro la formazione israeliana, ed infine la nazionale tedesca ha avuto la meglio sulla compagine ucraina nella sciabola.
Nei campionati europei juniores a squadre femminili, la nazionale italiana ha prevalso nella finale del fioretto contro la Russia, l'Italia ha vinto nella spada contro la compagine estone, ed infine la formazione polacca ha avuto la meglio sulla nazionale tedesca nella sciabola

## Podi

### Uomini
| Specialità  | Oro                                                                            | Argento                                                            | Bronzo                                                                  |
| Individuali |                                                                                |                                                                    |                                                                         |
| Fioretto    | Daniele Garozzo                                                                | André Sanità                                                       | Theodoros Nakis Hans Joachim Lecocq                                     |
| Spada       | Michal Čupr                                                                    | Jevhenyj Makijenko                                                 | Lorenzo Bruttini Ido Herpe                                              |
| Sciabola    | Áron Szilágyi                                                                  | Richard Hübers                                                     | Maksim Botezatu Mathis Willau                                           |
| A squadre   |                                                                                |                                                                    |                                                                         |
| Fioretto    | Italia Daniele Garozzo Tommaso Lari Francesco Trani Michele Di Francisca       | Russia Il'ja Burnacev Rinat Fajzullin Dmitrij Komissarov Roman Kuc | Ungheria Róbert Gátai Daniel Steiner Kristóf Szabados András Szerémi    |
| Spada       | Ungheria Szabolcs József Böjte Levente-Tamás Györgyi Dávid Sütő Daniel Ujvári  | Israele Ido Harper Daniel Landau Dmytry Prokhorov Roman Yarinovsky | Italia Gabriele Bino Lorenzo Bruttini Francesco Concilio Davide Massera |
| Sciabola    | Germania Richard Hübers Maximilian Kindler Sebastian Schrödter Benedikt Wagner | Ucraina Jevhenyj Aulov Jevhenyj Stacenko Roman Sydorenko Jurij Cap | Italia Fabrizio Marino Riccardo Nuccio Lorenzo Romano Stefano Sbragia   |

### Donne
| Specialità  | Oro                                                                        | Argento                                                                 | Bronzo                                                                          |
| Individuali |                                                                            |                                                                         |                                                                                 |
| Fioretto    | Beatrice Monaco                                                            | Olga Rachele Calissi                                                    | Maria Udrea Ekaterina Kažikina                                                  |
| Spada       | Rossella Fiamingo                                                          | Evgenija Serëgina                                                       | Nelli Paju Anfisa Počkalova                                                     |
| Sciabola    | Rossella Gregorio                                                          | Mihaela Bulica                                                          | Anna Illarionova Lucrezia Sinigaglia                                            |
| A squadre   |                                                                            |                                                                         |                                                                                 |
| Fioretto    | Italia Olga Rachele Calissi Beatrice Monaco Valentina Vianello Alice Volpi | Russia Irina Elesina Inna Gračëva Anastasija Ivanova Ekaterina Kažikina | Polonia Martyna Jelińska Hanna Łyczbińska Marta Łyczbińska Emilia Rygielska     |
| Spada       | Italia Camilla Batini Brenda Briasco Marta Ferrari Rossella Fiamingo       | Estonia Julia Beljajeva Nelli Differt Erika Kirpu Riina Lepp            | Russia Tat'jana Andrjušina Violetta Kolobova Evgenija Seregina Julija Vorob'ëva |
| Sciabola    | Polonia Katarzyna Kedziora Martyna Komisarczyk Matylda Ostojska Marta Puda | Germania Alexandra Bujdoso Melis Ercetin Eva Munz Lea Scholten          | Ucraina Valerija Čudikova Alina Komaščuk Olena Kravac'ka Olena Voronina         |